# Papyrus Chester Beatty XII

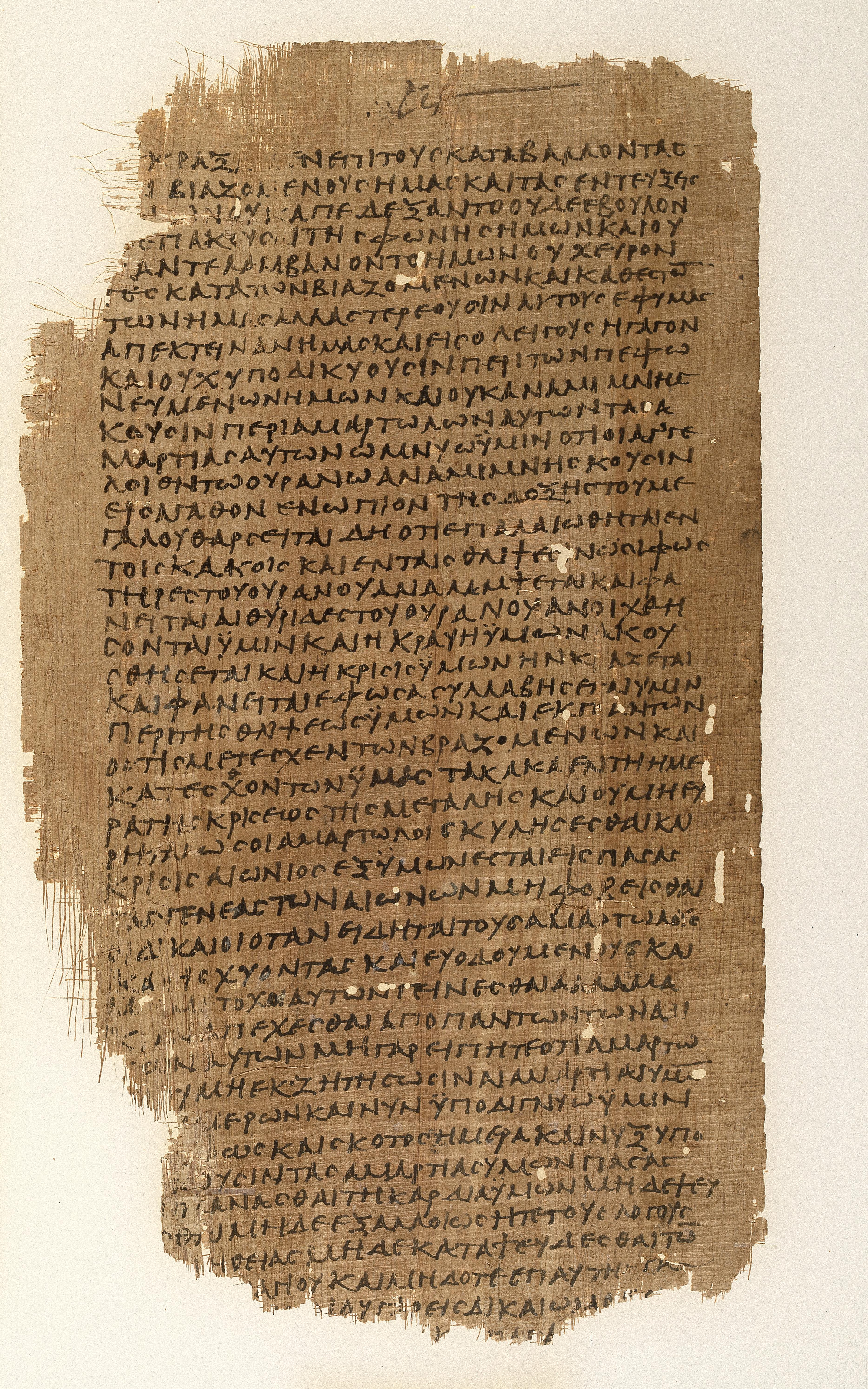
Fragment aus dem Henochbuch, P. 5552

Papyrus Chester Beatty XII sind 14 Blätter und Fragmente eines Papyruskodex aus dem 4. Jahrhundert, die zu den biblischen Chester-Beatty-Papyri gehören. Sie enthalten Teile des pseudepigraphischen Henochbuches, des Apokryphon des Ezechiel und einer Osterhomilie, die Melito von Sardes zugeschrieben wird, in griechischer Sprache. Acht Blätter und ein Fragment befinden sich in der Chester Beatty Library in Dublin mit der Signatur BP XII, die anderen in der Universitätsbibliothek der University of Michigan in Ann Arbor mit den Signaturen P. 5552 und 5553.
Die Blätter sind leicht beschädigt und jetzt etwa 23,8 × 13,5 cm groß. Der Text ist einspaltig in 36 bis 44 Zeilen mit etwas unregelmäßigen Unzialen geschrieben.
Die Blätter wurden 1930 oder 1931 vom amerikanischen Sammler Alfred Chester Beatty in Ägypten erworben. Sie befanden sich zuerst alle in der Chester Library in Dublin, einige wurden dann an die University of Michigan gegeben.

## Texteditionen
- Albert Pietersma: New Greek Fragments of Biblical Manuscripts in the Chester Beatty Library. In: Bulletin of the American Society of Papyrologists, Band 24, 1987, S. 40–45, Nr. 3.
- Campbell Bonner (Hrsg.): The Homily on the Passion by Melito, Bishop of Sardis, and Some Fragments of the Apocryphal Ezekiel. (= Studies and Documents. Band 12). Christophers, London 1940.
- Champbell Bonner, Herbert Chayyim Youtie: The last chapters of Enoch in Greek (= Studies and Documents- Band 8). Christophers, London 1937 (pdf).